# تمرويه
تمرو (بالفارسية: تمرو، تلفظ [Tammarū] أيضاً تعرف باسم [Tamrū]) هي منطقة سكنية في محافظة فارس إيران التابعة لبلدة أشكنان مقاطعة لامرد.

## السكان
تقع هذه القرية في قسم كال وحسب تقديرات سنة 2006 كان مجموع عدد سكانها 108 نمسة يعيشون في أسرة.